# فيليماين بوس
فيليماين بوس (بالهولندية: Willemijn Bos)‏،(مواليد 2 مايو 1988 في مدينة إلد )،هي لاعبة هولندية في رياضة هوكي الحقل، كان من المفترض أن تشارك فيليماين مع منتخب هولندا في الألعاب الأولمبية الصيفية 2012 إلا أنها أصيبت في مباراة ودية ضد الولايات المتحدة قبل بداية منافسات السيدات بثلاثة أيام.

## روابط خارجية
- فيليماين بوس على موقع الاتحاد الدولي للهوكي (الإنجليزية)
- فيليماين بوس على موقع اللجنة الأولمبية الدولية (الإنجليزية)
- فيليماين بوس على موقع أوليمبيديا (الإنجليزية)
- فيليماين بوس على موقع تيم أن.أل (الهولندية)